# Dipartimento del Lario (1801)
Il dipartimento del Lario fu uno dei dipartimenti italiani creati in età napoleonica su modello di quelli francesi, esistito dal 1801 al 1815. Aveva come capoluogo Como.

## Storia
Il dipartimento del Lario fu creato il 13 maggio 1801, con la nuova compartimentazione territoriale della Repubblica Cisalpina.
Il nuovo dipartimento si estendeva su territori in precedenza appartenuti al dipartimento d'Olona (Como e Varese), al dipartimento del Serio (Lecco) e al disciolto dipartimento dell'Adda e dell'Oglio (Bormio, Chiavenna, Valtellina). L’incorporazione del Varesotto sotto la città lariana fu una novità storica assoluta, destinata a durare più di un secolo.
Questa prima versione raccoglieva fra gli altri questi distretti:
- tribunale IV di Lecco
  - distretto di Lecco (III ex milanese)[2]
    - Acquate, Ballabio inferiore, Ballabio superiore, Brumano, Castello, Chiuso, Germanedo, Lecco, Laorca, Morterone, Olate, Rancio, San Giovanni alla Castagna, Abbadia, Linzanico, Lierna, Mandello, Olcio, Rongio, Somana

  - distretto di Bellano (IV ex milanese)[3]
    - Bellano, Corenno, Dervio, Dorio, Introzzo, Sueglio, Tremenico, Varenna, Vestreno

Nel 1805, in seguito alla nuova compartimentazione territoriale dello Stato (nel frattempo divenuto Regno d'Italia), dal dipartimento vennero distaccati i territori di Bormio e Chiavenna e la Valtellina, che andarono a costituire il nuovo dipartimento dell'Adda.
Comprendeva i distretti:
- I di Como (1805 - 1815)
  - cantone di Como
  - cantone di Como-Albate
  - cantone di San Fedele
  - cantone di Erba
  - cantone di Cantù
  - cantone di Appiano
- II di Varese (1801 - 1815)
  - cantone di Varese
  - cantone di Tradate
  - cantone di Angera
  - cantone di Gavirate
  - cantone di Cuvio
  - cantone di Viggiù
  - cantone di Maccagno
  - cantone di Luvino
- III di Menaggio (1805 - 1815)
  - cantone di Menaggio
  - cantone di Bellagio
  - cantone di Gravedona
  - cantone di Dongo
  - cantone di Porlezza
- IV di Lecco (1805 - 1815)
  - cantone di Lecco[5]
    - Acquate, Ballabio superiore, Ballabio inferiore, Belledo, Brumano, Castello, Chiuso, Lecco, Germanedo, Laorca, Morterone, Olate, Rancio, San Giovanni alla Castagna, Abbadia, Lierna, Linzanico, Mandello, Olcio, Rongio, Motteno, Somana, Vassena

  - cantone di Taceno
  - cantone di Bellano[6]
    - Bellano, Corenno, Dervio, Dorio, Introzzo, Sueglio, Tremenico, Varenna, Vestreno

  - cantone di Asso
  - cantone di Oggiono
  - cantone di Santa Maria Hoè
  - cantone di Missaglia

A seguito della politica di riduzione dei comuni, Bellano soggiaceste a Menaggio con 
- -     - Bellano, Dervio, Perledo, Premana, Sueglio, Taceno, Varenna, Vendrogno[7]

Lecco fu concentrata in 
- -     - Lecco, Brumano, Laorca, Mandello, Morterone, Lierna

Il dipartimento del Lario esistette fino al 1815; con l'istituzione del Regno Lombardo-Veneto venne sostituito dalla provincia di Como.

## Prefetti
- 22 Mag 1802 - 20 Dic 1802  Antonio Roncalli
- 20 Dic 1802 - Mag 1804     Giuseppe Casati
- 9 Mag 1804 - 1805         Gaetano Boari
- 23 Lug 1805 - 1810         Michele Vismara
- 28 Apr 1810 - 1814         Giovanni Tamassia